# Coenoptychus pulcher
Coenoptychus pulcher is een spinnensoort uit de familie van de loopspinnen (Corinnidae).
De wetenschappelijke naam van de soort werd in 1885 gepubliceerd door Eugène Simon.